# Kim Chul-ho
Kim Chul-ho est un boxeur sud-coréen né le 3 mars 1961 à Osan.

## Carrière
Passé professionnel en 1978, il devient champion de Corée du Sud des poids super-mouches en 1980 et le premier champion du monde WBC de la catégorie le 24 janvier 1981 après sa victoire face à Rafael Orono par KO au 9e round. Chul-ho conserve son titre à cinq reprises contre Jiro Watanabe, Willie Jensen, Jackal Maruyama, Koki Ishii et Raul Valdez puis perd le combat revanche contre Orono le 28 novembre 1982. Il met un terme à sa carrière de boxeur l'année suivante sur un bilan de 19 victoires, 3 défaites et 2 matchs nuls.

## Référence
1. ↑  (en) Rafael Orono vs. Kim Chul-ho (boxrec.com)